# Serjania gracilis
Serjania gracilis är en kinesträdsväxtart som beskrevs av Ludwig Radlkofer. Serjania gracilis ingår i släktet Serjania och familjen kinesträdsväxter. Inga underarter finns listade i Catalogue of Life.